# Lentiera
Lentiera (en carélien : Lentiera, en finnois : Lentiira, en russe : Ле́ндеры, Lendery) est une municipalité du Raïon de Mujejärvi en république de Carélie

## Géographie
Les agglomérations de Lentiera sont situées sur les rives du lac de Lentiera à environ 70 kilomètres au sud-ouest de Mujejärvi.
La municipalité de Lentiera a une superficie de 3 240 kilomètres carrés. 
Elle est bordée au nord par les communes de Repola dans le raïon de Mujejärvi, au nord-est par Voloma et Pieninka, à l'est par Sukkajärvi et au sud par les communes de Porajärvi dans le raïon de Suojärvi et à l'ouest par la Finlande.
Le territoire de la municipalité est principalement forestier.

## Démographie
Recensements (*) ou estimations de la population
| 2009 | 2010 | 2013 | - |
| ---- | ---- | ---- | - |
| 257  | 206  | 168  | - |